# Anthomyia chrysosotoma
Anthomyia chrysosotoma är en tvåvingeart som först beskrevs av Camillo Rondani 1863.  Anthomyia chrysosotoma ingår i släktet Anthomyia och familjen blomsterflugor. Inga underarter finns listade i Catalogue of Life.